# 张青松
张青松（1965年9月—），男，中华人民共和国金融人物，曾任中国进出口银行行长、中国农业银行行长，中国人民银行副行长、货币政策委员会委员。现任中国投资有限责任公司党委书记、董事长。